# Justice (Marvel Comics)
John Roger Tensen - também conhecido como Justice, é um personagem do  Novo Universo Marvel. Trata-se de um ser extra-dimensional com o poder de regeneração acelerada e ver a aura das pessoas. Caso a pessoa tenha uma aura "má", ela será "justiçada" por um raio que Justice emite pela mão (chamado por ele de "espada"), caso contrário ele a protegerá projetando por sua mão um campo de força ("escudo"). Ele foi criado em 1986 por Archie Goodwin, Walt Simonson e Geof Isherwood. Em 1999 Peter David o introduziu no  Universo de 2099 como "O Profeta da Rede" (em inglês, Net Prophet) 
No Universo Marvel a qual pertence a Terra 616, existe o super-herói  Justiça, anteriormente chamado de Marvel Boy, o que gera confusão entre os personagens.
No Brasil, o personagem teve revista própria, publicada pela Editora Abril, que a cancelou quando cessou a produção da Marvel.